# Anna Maria Limnell
Anna Maria Limnell, född 1 januari 1805 i Stockholm, död 26 november 1847 i Stockholm, var en svensk konstnär.
Hon var dotter till Emanuel Limnell och Ulrika Wargentin. Limnell studerade konst för Fahlcrantz. Hon medverkade ett flertal gånger i Konstakademiens utställningar. Hennes konst består av landskapsmålningar i Fahlcrantz maner. Hon blev agré vid Konstakademien. Anna Maria Limnell är begravd på Norra begravningsplatsen utanför Stockholm.